# Juan González (Adjuntas)
Juan González es un barrio ubicado en el municipio de Adjuntas en el estado libre asociado de Puerto Rico. En el Censo de 2010 tenía una población de 865 habitantes y una densidad poblacional de 111,18 personas por km².

## Geografía
Juan González se encuentra ubicado en las coordenadas 18°11′26″N 66°43′25″O / 18.19056, -66.72361. Según la Oficina del Censo de los Estados Unidos, Juan González tiene una superficie total de 7.78 km², de la cual 7.74 km² corresponden a tierra firme y (0.5%) 0.04 km² es agua.

## Demografía
Según el censo de 2010, había 865 personas residiendo en Juan González. La densidad de población era de 111,18 hab./km². De los 865 habitantes, Juan González estaba compuesto por el 92.37% blancos, el 4.16% eran afroamericanos, el 1.85% eran de otras razas y el 1.62% pertenecían a dos o más razas. Del total de la población el 99.42% eran hispanos o latinos de cualquier raza.